# حزب ملی بریتانیا
حزب ملی بریتانیا (BNP) بزرگ‌ترین حزب «راست افراطی» در پادشاهی متحد بریتانیای کبیر و ایرلند شمالی است.
بنا به گزارش کمیسیون انتخاباتی در سال ۲۰۰۴ این حزب ۷۹۱۶ عضو و حدود ۷۳۰ هزار پوند در سال دخل و خرج دارد.
مخالفان این حزب آن را نژادپرست و فاشیست می‌دانند و گروه‌هایی مانند "بی.ان.پی را متوقف کنید!" و حزب کارگران سوسیالیست مدام علیه این حزب کمپین می‌گذارند. این حزب این اتهامات را رد کرده و مدعی است که تنها طرفدار طبقهٔ کارگر بریتانیاست و حزبی نژادپرست نیست بلکه "میهن‌پرست" است.
رئیس ملی کنونی این حزب نیک گریفین است.